# سفرنامه ابن بطوطه
سفرنامهٔ ابن بطوطه با نام اصلی تُحْفَةَ النُّظّارْ في غَرائِبَ الأمْصارْ و عَجائِبَ الأسْفارْ که به صورت کلی رحله هم نامیده می‌شود، یکی از مشهورترین کتاب‌های جغرافیایی است.
نویسنده این کتاب ابن بطوطه است. این کتاب نتیجه سفرهای طولانی ابن بطوطه است که در سال ۷۲۵ هجری قمری(۱۳۲۵ میلادی) آغاز شد و در سال ۷۵۴ هجری قمری(۱۳۵۴ میلادی) پایان یافت و درمجموع ۲۹ سال و نیم به طول انجامید.
به راستی کتاب سفرنامه ابن بطوطه حاصل چندین سفر پی در پی و طولانی نویسنده به دور دنیاست. چنان‌که به بیشترین شهرهای سرشناس دوران خودش سفر کرده و بیشتر کشورهای آسیا و آفریقا و قسمتی از قاره اروپا نیز دیدن کرده‌است، ولی از دو قاره آمریکای شمالی وجنوبی و استرالیا دیدن نکرده‌است، زیرا در آن زمان جهان به هفت آسمان و هفت دریا و هفت اقلیم تقسیم می‌شد و جهان همانند سینی تصور می‌شد که سلسله کوه قاف آن را احاطه کرده‌است تا آب دریاها از آن به بیرون نریزند. هفت دریا عبارت بودند از دریای فارس، دریای روم، دریای هند، دریای خزر، دریای قلزم، دریای اقیانوس و دریای زنگبار.

## زمینهٔ تاریخی

### فرهنگ در مغرب
فرهنگ اسلامی در مغرب در دورهٔ حکومت ابوالحسن علی بن عثمان و ابوعنان فارس از سلاطین مرینی به شکوفایی زیادی رسید و شاهد حضور دانشمندان و ادیبانی چون ابن خلدون و ابن خطیب در دربار آن‌ها بود که هر دو معاصر ابن بطوطه بودند. ابن خلدون در مقدمه به حضور ابن بطوطه در دربار ابوعنان فارس اشاره کرده‌است.

### ابن جزی
محمد بن محمد بن جزی کلبی کاتب (خوشنویس) سفرنامهٔ ابن بطوطه است. امروزه بخش‌هایی از نسخهٔ دست‌نویس سفرنامه به خط ابن جزی در کتابخانهٔ ملی پاریس موجود است. او علاوه بر نگارش سفرنامهٔ ابن بطوطه، اثری هم در شرح زندگی خود دارد.

## نگارش
نگارش این کتاب به ابتکار ابوعنان فارس رقم خورد. او محمد بن محمد بن جزی الکلبی را برای این کار برگزید که در مقدمهٔ سفرنامه، به نقش ابوعنان در فراهم آوردن کتاب اشاره کرده‌است. ابن جزی ماجراهایی که از زبان ابن بطوطه نقل می‌شد را می‌نوشت.

## اهمیت این کتاب[نیازمند منبع]
از آنجا که این کتاب یکی از کتاب‌های فراگیر جغرافیایی است و اهمیت تاریخی نیز دارد، به ۴۰ زبان زنده جهان برگردان شده‌است. نخستین برگردان آن به زبان انگلیسی بوده، سپس به زبان فرانسوی و به زبان پرتغالی برگردان شده‌است.

## آغاز سفرنامه[نیازمند منبع]
سفرنامه ابن بطوطه که مدت ۲۹ سال و نیم به طول انجامیده، در روز پنجشنبه ۶ تیر سال ۷۰۴ هجری خورشیدی آغاز شد و با بازگشت ایشان به شهر فاس پایتخت ابی عنان المرینی پادشاه مراکش در پایان دی ماه سال ۷۳۳ خورشیدی پایان یافت.
در این جهانگردی دور و دراز و پررنج در آن گاه که سفر بر روی چهارپایان از قبیل اسب، الاغ، استر و شتر بود نویسنده از سرزمین‌های شناخته شده دوران خود دیدن می‌کند، نخست از: مراکش و شهرهای آن، سپس موریتانی، الجزایر، تونس، لیبی، مصر، شهر قاهره، صعید مصر، دریای سرخ، مینا عیذاب، صحرای شرقی مصر، سینا، فلسطین و شهرهای بزرگ آن بیروت، آسان البقا، طرابلس، جبل لبنان، بعلبک، دمشق، حمص، حماة، معرة النعمان، حلب، الساحل السوری، وحصون اسماعیلیه، حجاز، اردن.
در سال ۷۲۶ قمری به مکه رفت و فریضه حج را ادا کرد. سپس از حجاز به عراق رفته و از شهرهای آن مانند: کوفه، بصره، بغداد، تکریت، موصل، دیدن کرده، دوباره به حجاز برگشته و به مکه رفته سال ۷۲۷ و برای بار دوم فریضه حج را ادا کرد. دوباره از شهرهای عربستان دیدن کرده و در سال ۷۲۸ برای بار سوم به مکه رفته و فریضه حج را ادا کرده، و از آنجا از راه ایران به شام رفته ولیکن دوباره به مکه برگشته و برای بار چهارم فریضه حج را ادا کرده، بعداً از مکه به یمن رفته، از یمن به جده برگشته و از آنجا از راه دریای سرخ به کناره سودان و شرق آفریقا، سومالی، کنیا، تانزانیا، سپس دوباره برگشت به جزیره عرب و سپس به یمن جنوبی و ظفار و از آنجا از راه خلیج فارس که آن را بحر فارس نامیده‌است به ایران رفت و در آغاز راه به مینا ب و رودان و روستاهای کوچک رفت و بعد به بندر جرون و از راه کهورستان، کوخرد به لار رفت و از لار به خنج که در آن زمان (خنج بال) می‌نامیدند، و سپس از روستای کوهیج که از مراکز دانش و دانش شرعی در آن دوران بود دیدن کرد و از آنجا از راه خلیج فارس راهی بحرین شد، و از قطیف، و احسا، و یمامه در کشور عربستان سعودی دیدن کرد، و سپس برای بار پنجم در سال ۷۳۲ قمری به مکه رفت و فریضه حج را ادا کرد، از مکه به جده رفت از آنجا دوباره آهنگ یمن را کرد، ولی موفق نشد، از جده به عیذاب رفت و از آنجا دوباره به قاهره و از آنجا رهسپار سرزمین شام شد و از غزه و شهرهای الخلیل، بیت‌المقدس، رمله، عکا، نابلس، و جبله ولاذقیه دیدن کرد، و از آنجا به ترکیه رفت، و پس ترکیه به منطقهٔ کریمه (در جنوب روسیه) و سپس از شهر سرای پایتخت ملک السلطان محمد اوزبک که در کنار رود ولگا واقع بود دیدن کرد؛ و بعد به شهر بلغار رفت. پس از بلغار آهنگ داشت که به سرزمین تاریک یعنی مناطق شمال قاره آسیا یعنی سیبری و اطراف آن برود ولیکن موفق نشد، دوباره به بلغار برگشت؛ و از آنجا به شهر حاجی‌ترخان یعنی (آستراخان) رفتند، سپس به قسطنطینیه و جبال قفقاز و به آسیای میانه رفت و از شهرهای اسلامی این منطقه مانند: خوارزم، بخارا، سمرقند، نسف، ترمذ، و از شهر ترمذ به خراسان رفت و از شهرهای بلخ، هرات، تایباد، تربت جام، توس، سرخس، نیشابور، و بسطام دیدن کرد، سپس به کابل و غزنه و سپس وارد هند شد.
در هند ۹ سال نزد پادشاه هند که محمد شاه نام داشت، ماند و مورد عنایت او قرار گرفت و به دستور پادشاه هند به سمت قاضی القضات برگزیده شد.
پس از زمانی برای رساندن پیغام پادشاه هند به پادشاه چین به دستور پادشاه هند رهسپار چین شد، و در راه سفرش به چین از شهرهای هند مانند: دهلی، کالیور، دولت‌آباد، و در کناره الملیبار از شهرهای هنور، انو سرور، فاکنور، منجرور، هلی، جوزفتن، ده فتن، بدفتن و قالقوط (بندر کلکته) دیدن کردند، و از قالقوط سوار دریا شده و به جزیره ذیبه المهل یعنی (مالدیو) رفت و در آنجا ازدواج کرد، و از سوی حاکم مالدیو به سمت قاضی شهر گماشته شد و یک سال و نیم در آنجا ماند، پس از مالدیو به جزیره سرندیب (سیلان) یا (سریلانکا) رفت، دوباره از آنجا به سواحل ملیبار و هند برگشت، و سپس برای بار دوم به جزیره ذیبه المهل برگشت و از آنجا به بنگال (بنگلادش) و کوهستان‌های کامرو (آسام) رفتند، سپس به سرزمین برهنکار (برمه) و از آنجا به جاوه (اندونزی) رفت؛ و از آنجا به مل جاوه (شبه جزیره ملایو) و سپس به چین رسید و از شهرهای جنوب چین مانند: الزیتون (شوان شوفو) و چین کلان، و قنجنفو، والخنسا (هانگ شو) رفت و از آنجا به ختن (شمال چین) رفت و سپس به سانشیق خان بالق (یعنی پکن)رسید.
پس از اینکه به پکن رسید نتوانست پیغام پادشاه هند را به پادشاه چین برسانند چونکه پادشاه چین برای سرکوبی و جنگ با پسر عمویش که علیه او شورش کرده بود از پایتخت بیرون شده بود، در این جنگ پادشاه چین کشته می‌شود و پسر عمویش به جای او پادشاه جدید گزینش می‌شود، بنابراین ابن بطوطه از چین بیرون می‌شود بدون آنکه پیغام شاه هند بیشتر برساند، وبنا به نصیحت برخی از دوستانش که شاید پادشاه هند بر ایشان خشمگین شود به سوماترا می‌رود، و از آنجا دوباره به کناره میل بار وقالقوط می‌رود، در آنجا آگاهی می‌یابد که پادشاه هند اطلاع حاصل کرده که ایشان نتوانست پیغامش را به پادشاه چین برساند، از ترس غضب پادشاه از هند بر دریا سوار شده و آهنگ سرزمین‌های غربی می‌کند، از قالقوط با کشتی از اقیانوس هند راهی ظفار می‌شود، و در روز دوشنبه از ماه اردیبهشت سال ۷۲۶ خورشیدی وارد ظفار می‌گردد. از ظفار به مسقط، القریات در عمان می‌رسد، از آنجا به جزیره هرمز و سواحل کنداب پارس می‌رود و سپس برای بار دوم وارد بصره و بعداً هم کوفه، الحله، بغداد، و از بغداد به انبار و سپس آهنگ سرزمین شام را می‌کند؛ و در راه خود از شهرهای حدیثه، عانه، الرحبه، والسخنه و تدمر، و بعد از ۲۲ سال دوری از دمشق دوباره وارد دمشق می‌شود.
از دمشق به حمص، حماه، حلب، سپس عجلون (اردن) بیت‌المقدس، الخلیل، و از غزه از راه خشکی به دمیاط در مصر، سپس فرسکو، سنمود، ابی صیر، المحله الکبری، آبیار، دمنهور، تا اینکه برای بار دوم به شهر اسکندریه رسید و از آنجا دوباره به قاهره برگشتند و از شهرهای صعید مصر می‌گذرد تا اینکه به عیذاب می‌رسد و از دریای سرخ برای بار سوم وارد جده می‌شود، و از آنجا به مکه می‌رود و برای بار ششم وآخرین بار فریضه حج را ادا می‌کند در سال ۷۴۹ هجری قمری، سپس از مکه به مدینه می‌رود، و بعد از زیارت به تبوک می‌رود و از آنجا برای سومین بار به بیت‌المقدس می‌رود، و از آنجا به الخلیل، غزه، و از غزه از راه سینا و صحرای مصر به قاهره بر می‌گردد، در قاهره خبر برتخت نشستن ابی عنان فارس السلطنه در دولت المرینیه به گوشش رسید و آنجا عزم ملاقات ایشان را نمود، و از قاهره به اسکندریه و با کشتی در سال ۷۵۰ آهنگ مراکش را نمود و در راه خود از: شهرهای جربه، قابس، صفاقص، بلیانه، و از آنجا از راه خشکی به تونس می‌رسد، و از تونس بر کشتی‌سوار می‌شود و به جزیره سردینیه می‌رود، و از آنجا به تنس، مازونه، مستغانم، تلمسان، نازی، و در پایان شعبان سال ۷۵۰ به شهر فاس رسید.
پس از اینکه به فاس می‌رسد به ملاقات السلطان سلطان ابی عنان المرینی می‌رود، و بعد از حمد والثنا از سرزمین مراکش و آبادانی و عمران آن دیار و مدح السلطان، پادشاه ابی عنان المرینی، از فاس به شهر طنجه زادگاه خود می‌رود؛ و بعد از زمانی از آنجا به شهر سبته می‌رود و از آنجا بر کشتی‌سوار شده و به
- جبل‌الطارق می‌رود، سپس شهرهای رنده، مربله، آسان،
- مالاگا، بلش، گرانادا (غرناطه) دیدن می‌کند،

و دوباره از اندلس به مراکش بر می‌گردد.
پس از ورود به شهر سویته سبته راهی: سلا، مراکش، فاس، و از آنجا به سرزمین السودان می‌رود (در اینجا منظور از سرزمین السودان، جمهوری سودان کنونی نیست، بلکه سرزمینی که
ساکنین آن سیاه پوستانند، یعنی آفریقا) پس از اینکه به آفریقا می‌رسد از: سجلماسه، تغازی (جمهوری مالی) سپس ایوالاتنی (جمهوری موریتانیا)، میمه، تنبکتو، کولو، تکدا (جمهوری نیجر) و از آنجا به سرزمین قبیله بردامه بربری می‌رود، و سپس به سرزمین الهکار که نیز از قبیله بربر هستند، و از آنجا دوباره به سجلماسه و سپس به شهر فاس برمی‌گردد.

## پایان سفر[نیازمند منبع]
در پایان ماه ذی حجه سال ۷۵۴ هجری قمری به فرمان ابی عنان المرینی، وی به این سفر پایان داد و به شهر فاس برگشت.
ابن بطوطه پس از بازگشت به شهر فاس به دستور سلطان المرینی دارالقضا بر دوش گرفتند و تا پایان زندگانیش در این سمت ماند. داستان است که وی فردی بخشنده، نیکوکار و مهمان‌دار بود، وی در سال ۷۷۹ هجری قمری این دار زودگذر را بدرود گفتند.
در این سفر پرماجرا و طولانی ابن بطوطه تنها به دو زبان عربی و پارسی دشواری ارتباطی خود را برطرف می‌کرد او به جز پارسی و عربی و زبان بربر یا آمازیغ هیچ زبان دیگری را چیره نبود ولی از کشورهای گوناگونی دیدن کرد، و از ملل‌های گوناگونی سخن می‌گوید، همچنین از مواقع این کشورها، و مسافات میان آنها، واتفاق تاریخی که در این کشورها افتاده بوده سخن می‌گوید، همچنین از آداب و رسوم اقوام و ملل گوناگون، و آبادانی و عمران این دیارها، و آثار باستانی موجود در آن دیارهای گوناگون سخن گفته‌است. او در چین و شرق آفریقا نیز فارس زبانانی را ملاقات نموده‌است.
- این کتاب یک دانشنامه کوچک آن دوران بوده‌است و اکنون به ۴۰ زبان جهان برگردان شده‌است.

گفتنی است که عبدالهادی التازی که شرح و نقشه نغزی از راه گیتی نوردی او نوشته‌است در مقاله‌ای با نام «بلاد فارس بین الیوم و امس» اثبات نموده‌است که ابن بطوطه تنها ۴ بار به ایران و حجاز سفر کرده و نه ۶ بار. به هر روی ابن بطوطه همانند ابن خلدون از فرهنگ و شهری‌گری سرزمین فارس یا ایران با عظمت یاد کرده و حتی در تبریز و شوشتر (تستر) دانشمندانی را ملاقات نموده که بر تمام دانش‌ها چیره بوده‌اند او همچنین اشاره می‌کند که در شیراز زنان اجتماعات داشتند و در امور اجتماع همکاری داشتند. ابن بطوطه همچنین همسری ایرانی داشته‌است.

## سفر به ایران[نیازمند منبع]
ابن‌بطوطه در خلال سفر طولانی خود، چهار بار به ایران یا به قول خودش «فارس» یا «بلاد عجم» وارد شده‌است، هر بار از یک ناحیه از ایران، ولی او هیچ‌گاه سراسر ایران را در یک نوبت سیر نکرده‌است، و اینک توضیح:
وی پس از این که بار اول از راه شام حج گزارد، از راه صحرا روانه عراق شد. ابتدا وارد نجف گردیده آن را توصیف نموده، قبر امام علی را زیارت می‌کند. سپس راهی شهر واسط شده و آنگاه به ترتیب از بصره دیدن می‌کند. وی مردم بصره را بخشی عرب و بخشی عجم معرفی می‌کند. او پس از بصره از أُبِلَّه (آپلوگوس) جایی نزدیک فاو) دیدن نموده، آنگاه از راه دریای فارس (ـ بحر فارس ـ به تعبیر وی) به عبّادان (آبادان) رسیده‌است، و از آنجا سوار کشتی شده تا به شهر ماجول (ماچول یا بندر ماهشهر امروز) رسیده و به ساحل آمده از راه زمین و از «رامُز» (رامهرمز) عبور کرده به شهر «تُستر» (شوشتر) رسیده و می‌گوید این شهر، آخر دشت و اول جبال است (در قدیم آن منطقه تا برسید به منطقه ری (جبال) نامیده می‌شد). وی در مدرسه امام شوشتری اقامت می‌کند و می‌گوید هرگز نظم و ترتیب و غذاهای لذیذ آنرا جایی ندیده است. او می‌گوید در نمازجمعه مردم سوالات خود را بر کاغذ مینوشتند و واعظ یکی یکی میخواند و پاسخ می‌داد. از شوشتر به سوی ایذج (ایذه) و سپس اشترکان (واقع در نزدیکی اصفهان) سپس به «فیروزان» (شهر فیروزان که اکنون با نام سهروفیروزان شناخته می‌شود) در هفت فرسنگی اصفهان؛ و بعداً به «فیلان» (اکنون فیلورجان نامیده می‌شود) رفته، و به سیر خود ادامه داده تا به (اصفهان) یا «أصبهان» که به گفته او از عراق عجم) است رسیده، و راجع به اصفهان می‌گوید از شهرهای بزرگ و خوب است، جز این که بخش عمده آن به سبب آشوبی که میان اهل سنت و شیعه، و به تعبیر او (روافض) واقع شده خراب گردیده و هنوز هم جنگ بین آن‌ها ادامه دارد. گویا در این‌جا ابن‌بطوطه فراموش کرده که اصفهان در قرن هفتم یعنی تقریباً هفتادسال پیش از ابن‌بطوطه به دست مهاجمان مغول ویران شده‌است و آن را به حساب جنگ شیعه و سنی می‌گذارد. ابن‌بطوطه از اصفهان جهت زیارت شیخ مجدالدین شیرازی، یکی از اقطاب بزرگ تصوّف که او را بسیار می‌ستاید راهی شیراز شده، در خط سیر خود از شهرک «کلیل» سپس قریه «صَوما» سپس (یزدخاص) سپس بیابان (دشت الروم) سپس (مابین) عبور نموده و به شیراز وارد شده‌است. او می‌گوید: در آنجا هیچ همی و قصدی نداشتم مگر دیدار قاضی امام، قطب اولیاء، فرید دهر، صاحب کرامات ظاهره، مجدالدین، اسماعیل بن محمدبن خداداد. می‌گوید بار دوم هم، هنگام رفتن به سوی هند به دیدار این شیخ بزرگوار نایل گردیده‌است.
ابن‌بطوطه در این‌جا از سلطان محمد خدابنده و به تعبیر او سلطان عراق و از گرایش او به مذهب (روافض) که به گفته او این گرایش به وسیله مردی از روافض بوده یاد می‌کند. مراد وی از این مرد همانا علامه حلّی صاحب کتاب‌های در زمینه کلام، فلسفه، اصول، رجال و فقه است؛ و علامه سال ۷۲۸ ه‍.ق از دنیا رفته بود. در اینجا فرماندار شیراز، ابواسحاق را نام می‌برد و می‌گوید: وی قصد داشت ایوانی مانند ایوان کسری بنا کند و کار را هم شروع کرد، ولی به اکمال آن موفق نگردید.
ابن‌بطوطه در این سفر، از شیراز راهی بغداد می‌گردد و در راه خود از شهر کازرون سپس شهر (زَیدین) می‌گذرد که به گفته او به این نام نامیده شده زیرا قبور «زیدبن ثابت و زین بن ارقم» انصارییین، صاحبی رسول‌اللّه در آنجا است. از آنجا به (حُویزا) (هویزه) می‌رسد.
وی راجع به (هویزه) می‌گوید: شهر کوچکی است که ساکنان آن عجم‌اند و مسافت میان آن و بصره، چهار روز و بین بصره و کوفه پنج‌روز است. از آنجا به بصره رفته و از بصره از راه بیابانی که جز یک جا آبی در آن نبوده به کوفه رفته، و سپس به (حله) سپس به (کربلا) رفته‌است. دربارهٔ کربلا می‌گوید: شهر کوچکی است و اهالی آن دو طایفه‌اند که دائماً میان آنهاجنگ دایر است، با این که هر دوی آنان (امامی) اند و به یک پدر می‌رسند، و به همین سبب، شهر خراب شده‌است.
از (کربلا) راهی (بغداد) شده به‌طور بسیار جالب آن را توصیف می‌کند، سپس از بغداد راهی (تبریز) شده که پایتخت سلطان خدابنده بوده‌است؛ و شهرهای آن ناحیه را یکی پس از دیگری توصیف نموده، و دوباره به بغداد برمی‌گردد و از آنجا به دیاربکر رفته و بار سوم به بغداد برگشته و از آنجا برای دومین بار عازم حج شده‌است.
پس این بارِ دومی بود که ابن‌بطوطه (ابن بتوته) وارد ایران شده ولی، از سمت شمال غربی از بغداد به تبریز آمده و برگشته است در حالی که در نوبت اول، از ناحیه جنوب غربی (آبادان) داخل ایران شد، و از اصفهان و شیراز تجاوز نکرد و به سوی عراق برگشت.
ابن‌بطوطه بار سوم، از ناحیه جنوب (هرمز) و بار چهارم از ناحیه شرق از راه آسیای وسطی به گونه‌ای که خواهیم گفت وارد ایران گردیده‌است.
او پس از ادای مناسک حج نوبت دوم، از راه دریا و بحراحمربه سودان رفته، سپس از راه دریا به بلاد یمن آمده آنگاه باز هم از راه دریا به بلاد (بربر) مقیدیشو مگادیشو در سومال امروز) رفته از آنجا به (ظفار) منتهی‌الیه بلادیمن در ساحل دریای هند منظور(دریای عرب)امروزی است رفته و از آن‌جا در حالی که از چند جزیره گذشته به شهر (عُمان) وارد شده، و از آنجا به ناحیه (هرمز) در ساحل خلیج فارس رسیده، می‌گوید: آنجا بندر هند و سند است و از این بندر متاع و مال‌التجاره به هند و عراقین (عراق عجم اراک - عراق عرب) و فارس و خراسان حمل می‌گردد.
آنگاه راهی جزیره (جرون) گردیده از مسیر فارس به مرودشت، دقیقاً مسیر راه قدیمی که پییتر دلاوالا (گردشگر ایتالیایی۱۶۲۱میلادی) عبور کرده‌اند - ده خیری، (بیابانک) نیریز و شمال داراب رستاق فورگ گنج وتارم منطقه فارغانات (میمند) احمدی طیفکان ومغستان درنهایت جرون از آنجا به بلاد ترکمان و شهر (خنج‌بال) و شهر (قیس) یعنی (کیش) و (سیراف) رفته راجع به آن می‌گوید: این شهر در ساحل واقع شده و از بخش‌های فارس به‌شمار می‌رود.
این نوبت سوم بود که ابن‌بطوطه از سواحل جنوبی وارد ایران گردیده به سیراف می‌رسد. آن‌گاه از سیراف از راه خلیج فارس به (بحرین) و از آنجا به جده رفته برای سومین بار حج به جای آورده‌است و آنگاه بلاد مصر و شام را سیر کرده به بندر لاذقیه رسیده و از آنجا سوار کشتی شده به سوی بلاد روم شتافته (ترکیه) آن بلاد را به بهترین وصف توصیف نموده می‌گوید: همه مردم این بلاد بر مذهب امام ابوحنیفه و بر طریقه سنت‌اند، هیچ قَدَری (منکران قدر الهی در خلق اَفعال عباد)، و رافضی (یعنی شیعه)، و معتزلی، و خارجی و مبتدعی در بین آن‌ها وجود ندارد، و این فضیلتی است که خداوند آن مردم را بدان اختصاص داده‌است، جز این که حشیش می‌خورند؟ و آن را عیب نمی‌دانند.
ابن‌بطوطه بر شهر (الکلایة) عبور کرده می‌گوید: این شهر اول بلاد روم است و از آنجا به (انطالیه) (آنتالیا است) و از آنجا شهر به شهر سیر کرده تا به (قونیه) رسیده و از قونیه بر چند شهر مرور کرده تا به (ارزروم) رسیده، شهرهای دیگری را از آسیای وسطی، و ازبک و ترک که نام می‌برد عبور می‌کند تا این که وارد (قسطنطنیه) می‌گردد. پس آن را نیکو وصف کرده، همچنین کلیسای (ایاصوفیه) را و از آنجا به سوی خوارزم، سپس (سمرقند) و از آنجا به هرات که در آن هنگام از بلاد عجم بوده‌اند رفته‌است. این نوبت چهارم است که ابن‌بطوطه وارد ایران می‌شود، اما این بار از سمت شرق وارد ایران شده شهر (هرات) را بسیار خوب ستوده، از آنجا به (تربت جام) و (طوس) و سپس به (سرخس) سپس به (نیشابور) و بسطام، که همه از شهرهای خراسان است رفته همه را وصف نموده تا این که از این ناحیه به افغانستان امروز رفته تا به کابل رسیده و از آنجا راهی بلاد (هندوچین) گردید، و در پایان، از راه دریا به مغرب برگشته است.
از جام به شهر طوس حرکت کردیم و آن بزرگ‌ترین شهرهای خراسان و اعظم آن‌ها است شهر مشهور به امام ابی‌حامد غزالی و قبر وی در آنجا است؛ و از طوس به شهر مشهدالرضا رفتیم و آن شهری بزرگ و با ابهّت، کثیرة الفواکه (با میوه‌های فراوان) و آب روان و دارای آسیاها است. در
آنجا طاهر محمدشاه است و طاهر نزد آنان به معنی (نقیب) است نزد اهل مصر و شام و عراق و اهالی هند و سند و ترکستان به آن (سید أجلّ) می‌گویند.
در این شهر (مشهد) قاضی شریف جلال‌الدین… است.
ـ تا این که می‌گوید ـ: مشهد مکرّم بر روی آن گنبد بزرگی است و قبر در درون زاویه (بارگاه) است، و مردم آن را حالا حرم شریف می‌نامند ـ و نیز آستانه مقدسه ـ در جوار حرم مدرسه و مسجد قرار دارد که همه زیبا ساخته شده و دیوارهای آن‌ها با کاشی مزیّن گردیده‌است.
در روی قبر، صندوق چوبی است که با صفحات نقره پوشیده شده و قندیل‌های نقره بر آن آویزان است. عتبه در حرم نیز نقره است و بر آن پرده‌ای از حریر مذهّب آویخته‌است. حرم به انواع فرش‌ها مفروش است. در برابر این قبر، قبر هارون‌الرشید امیرالمؤمنین قرار دارد که بر آن نیز سکّویی است و روی آن شمعدان‌ها را که اهل مغرب به آن‌ها (الحَسَک) و (المنائر) می‌گویند نهاده‌اند.
هنگامی که یک رافضی (شیعه) برای زیارت وارد می‌شود با پای خود به قبر هارون الرشید خلیفه عباسی لگد می‌زند و بر علی‌ابن موسی الرضا سلام می‌دهد.

## شرایط اقتصادی در زمان ابن بطوطه[نیازمند منبع]
ابن بطوطه سفر خود را در روز دوم ماه رجب سال ۷۲۵ هجری قمری و به قصد حج و زیارت و پیغمبر از طنجه آغاز کرد او ابتدا از شهرهای تلمسان و ملیانه گذر کرد و به سمت تونس حرکت کرد بعد از برگزاری مراسم عید فطر به همراه افرادی دیگر عازم سفر حج شدند مسیر حج در آن زمان از امنیت کمی برخوردار بود به همین دلیل برای اینکه از دستبرد قبایل بدوی در امان باشند چندین تیرانداز را با خود همراه کرده بودند تا سکه‌ها و توشه‌های خود را از دستبرد حفظ کنند.

### آغاز سفر

#### اسکندریه
پس به طرف اسکندریه حرکت کردند در اسکندریه مسلمانان و بازرگانان مسیحی به تجارت می‌پرداختند یکی از بازرگانان اسلحه خانه ای داشت که در مواقع نیاز و در صورت وقوع جنگ می‌توانست ۱۰۰ تا ۲۰۰ مرد را مسلح کند البته که در آن زمان از این مراکز در اسکندریه به وفور یافت می‌شد.

#### تزوجه
در ادامه ابن بطوطه به روستای تزوجه سفر می‌کند که فرایند دریافت مالیات در این روستا به صورت دقیق انجام می‌گرفته‌است و علیرغم وسعت کم و ناشناخته بودن این روستا میزان مالیات آن معادل ۷۲ هزار دینار طلا بوده‌است در صورتی که در همان سالها مالیات در زادگاه ابن بطوطه مبلغ ۱۲ هزار دینار بوده‌است.

#### فوا ونحراریه
سپس به شهرهای فوا و نحراریه سفر کرد نحراریه را شهری وسیع و تازه ساز با بازارهای خوش‌نما توصیف کرده‌اند در نحراریه پارچه تولید می‌کردند اما کیفیت پارچه‌ها آن قدر ضعیف بود که حتی اهالی خود آن شهر هم از آنها استفاده نمی‌کردند در عوض آنها از پارچه‌هایی که از آبیار وارد این شهر می‌شد استقبال می‌کردند.

#### آبیار
آبیار شهری قدیمی در نزدیکی نحراریه و نیل بود که در آن پارچه‌های مرغوبی تولید می‌کردند و آن پارچه‌ها را به مصر و عراق و سایر نواحی با قیمت‌های مناسب صادر می‌کردند.

#### محلة الکبیرة
در ادامه او به محلة الکبیرة سفر کرد که در آنجا نخل‌ها و میوه‌ها و پرندگان دریایی و ماهی معروف به بوری فراوان بود.

#### دمیاط
آنگاه از طریق جاده شنزاری به سمت دمیاط حرکت کرد دمیاط به دلیل نزدیکی به رود نیل و شرایط جغرافیایی میوه‌های فراوانی داشت و از انواع میوه‌ها در آن منطقه یافت می‌شد موز این شهر را به وسیله کشتی به قاهره در مصر صادر می‌کردند گوشت چرب پرندگان دریایی این منطقه هم منحصر به فرد بوده‌است علاوه بر این‌ها شیر گاومیش‌های دمیاط هم در گوارایی بی نظیر بودند و ماهی بوری هم از این شهر به شام و روم و مصر صادر می‌شد.

#### فارسی کور و اشمون الرمان
ابن بطوطه از آنجا به فارسی کور و شهر اشمون الرمان سفر کرد وجه تسمیه این شهر انارهای بسیار و بی نظیر آن است که به قاهره هم صادر می‌شدند اشمون شهری بزرگ و قدیمی بود و در کنار رشته‌ای از رود نیل واقع شده بود که پلی چوبین داشت کشتی‌ها در کنار هم در آنجا لنگر می‌انداختند و وقت عصر پل‌ها را برمی‌داشتند و کشتی‌ها و نقاط مختلفی می‌رفتند در اصل چیزی شبیه بندرگاه در آنجا وجود داشته و می‌توان گفت شهر بندری بوده‌است.

#### مصر (قاهره)
مقصد بعدی ابن بطوطه قاهره در مصر بود امتیاز اصلی این شهر به دلیل رودخانه نیل بود که هم آب مورد نیاز ساکنان و کشاورزی را تأمین می‌کرد و مردم را از آب باران بی‌نیاز می‌کرد و هم اینکه به گفته ابن بطوطه ۳۶ هزار وسیله نقلیه در آن مشغول به کار بودند تعداد بیمارستانها نیز در مصر بسیار بوده‌است بیمارستان‌های آن منطقه از نظر دارو و امکانات پیشرفته و بی‌نیاز از دارو و تجهیزات بودند البته درآمد خوبی هم داشتند که درآمد یکی از آنها روزانه ۱۰۰۰ دینار بوده‌است در مصر ساختن خانقاه هم رواج داشته‌است و عده‌ای از دراویش در آن محل جمع می‌شدند شیخ خانقاه وظیفه فراهم کردن لباس و غذا برای آنها را داشت و در آنجا ماهیانه ۲۰ الی درهم هم به عنوان درآمد ثابت به آنها پرداخت می‌شد تمام هزینه‌های دیگر دراویش هم به عهده شیخ خانقاه بود.
در ادامه به یکی از روایات جالب دربارهٔ اهرام مصر خواهیم پرداخت نویسنده در این کتاب بیان کرده‌است پادشاهان زمان مصر از بیم خوابی که دیده بود تصمیم به بنای این اهرام در جهت غربی نیل گرفت تا همه چیز در آنجا مصون بماند حتی از منجمان خواست بگویند آیا جایی از این بنا را ویران خواهند کرد آنها گفتند بله هست دستور داد هزینه شکافتن و ویران کردن تا آن نقطه را هم محاسبه کنند و به همان مقدار پول و سکه در آن قسمت قرار دهند چندین سال بعد مأمون تصمیم به ویران کردن این اهرام گرفت درست از همان قسمت که منجمین گفته بودند شروع به از بین بردن کرد اما به گنجی رسیدند که درست مطابق مبلغی بود که تا آن قسمت برای تخریب اهرام هزینه کرده بودند به همین دلیل از این عمل منصرف شد.

#### دیر الطین
پس از مدتی اقامت در مصر به سمت حجاز حرکت کرد اول را در دیر الطین گذراند در آنجا فردی به نام تاج الدین اشیای گرانبهایی را در ساختمانی که خود بنا کرده بود نگه داری می‌کرد آن اشیا عبارت بودند از تکه ای از کاسه چوبی پیغمبر و میله ای که پیغمبر با آن سرمه می‌کشیدند و درفشی که کفش خود را به وسیله آن وسیله می‌زدند و مصحف امیرالمؤمنین (ع) که به خط خود آن حضرت است ۱۰۰ هزار درهم خریداری کرده بود.

#### منیة القائد و بوش
ابن بطوطه سپس به طرف شهر منیة القائد و بوش حرکت کرد شهر بوش پارچه‌کتان فوق‌العاده‌ای داشت که جنس آن بر همه پارچه‌های آن منطقه برتری داشت و آن را به مصر و آفریقا صادر می‌کردند.

#### بهنسا و منلوی
ز آن به شهر به نسا رفت که در آنجا پارچه‌های پشمی خوبی بافته می‌شد ابن بطوطه در ادامه به شهر منلوی رسید این شهر وسعت کمی داشت و با نیل هم فاصلهٔ کمی داشت اما در آن ۱۱ کارخانه شکرریزی وجود داشت.

#### منفلوط و عیذاب
شهر دیگری که ابن بطوطه در آن اقامت داشت منفلوط است در این شهر گندم را فرآوری کرده و از آن چیزی شبیه به عسل می‌ساختند که به آن نیدا می‌گفتند و آن را در بازارهای مصر می‌فروختند قصد بعدی ابن‌بطوطه شهر عیذاب در این شهر محصول غلات و خرما را از مصر علیا وارد می‌کردند و ماهی و شیر فراوان هم از محصولات این شهر است.

### در راه بیت‌المقدس

#### قطیا
در این نقطه مأموران از بازرگانان عوارض گمرکی می‌گرفتند و کالاها را به سختی بازرسی می‌کردند درآمد این محل روزانه هزار دینار طلا بود و هیچ‌کسی بدون اجازه حکومت مصر حق عبور از این منطقه را نداشت.

#### نابلس
شهر دیگری که از نظر اقتصادی حائز اهمیت است نابلس نام دارد شهری که بیشترین محصول زیتون را دارا بوده‌است و روغن زیتون را به مصر و دمشق صادر می‌کرده‌است در این منطقه محصولی به نام خروب وجود داشته‌است که آن را می‌پختند و شیره اش را می‌گرفتند زمانی که قوام پیدا می‌کرد آن را تبدیل به حلوا می‌کردند و آن را هم صادر می‌کردند.

#### عطا، صور و صیدا
در ادامه از شهرهای عطا و صور کم که دارای بندر گاه بودن عبور کرد و به شهر صیدا رسید که کالاهایی مثل انجیر و کشمش و روغن زیتون را به مصر صادر می‌کرد.

#### بیروت
سپس به شهر بیروت رسید که شهری کوچک بود اما بازارهای فراوانی داشت و در آن جا میوه‌ها و آهن آلات را به مصر صادر می‌کردند.

### در مسیر حلب و در راه لبنان

#### حماة و معره
در مسیر حلب از شهر حماه که محصول زردآلوی آن زبانزد بود نیز گذر کرد سپس به شهر معره رسید که انجیر و پسته باکیفیتی داشت و آنها را به مصر و شام صادر می‌کرد.

#### سرمین
شهر بعدی سرمین بود که از مصنوعات آن می‌توان صابون آجری را نام برد که به شام و مصر صادر می‌کردند و نیز در تولید صابون دستشویی هم تبحر داشتند آن را در رنگهای مختلف قرمز و زرد تولید می‌کردند علاوه بر این محصولات یک نوع پارچه پنبه‌ای هم تولید می‌کردند که به دلیل این که در آن منطقه تولید می‌شود نام آن را سرمین گذاشته بودند.

#### انطاکیه و دژ بغراس
ابن بطوطه از انطاکیه به سمت دژ بغراس حرکت کرد که در آن منطقه ارمنی‌ها که کارگران الملک ناصر بودند به او مالیات پرداخت می‌کردند سکه‌های آنها نیز از نقره خالص بود که به آنها بغلی می‌گفتند.

#### صهیون
مقصد بعدی او شهر صهیون بود که فداییان در آنجا حضور داشتند آنها سربازان ضد شورش الملک ناصر بودند که حقوق ثابت ماهیانه دریافت می‌کردند در صورتی هم که می‌خواستند به جنگ بروند الملک ناصر حق و حقوقشان رابه خانواده آنها پرداخت می‌کرد.

#### لاذقیه، دمشق و بعلبک
در ادامه مسیر خود به لاذقیه رسید آورده‌است آنجا یکی از بهترین شام بوده‌است در راه لبنان هم به دمشق و بعلبک رسید که یکی از بهترین شهرهای شام بوده‌است از نظر محصولات فراوان و باغ‌های زیاد هم مانند دمشق بوده‌است. محصول گیلاس این شهر نظیر نداشته‌است در این شهر انگور را فرآوری می‌کردند و از آن شیره انگور درست می‌کردند و خاک مخصوصی در آن می‌ریختند و آن را قالب می‌زدند در نهایت به آن پسته و بادام نیز اضافه می‌کردند که به آن حلوا ملبن یا جلد الفرس (پوست اسب) همه می‌گویند از بعلبک لبنیات را هم بدمشق صادر می‌کردند صنعت پارچه بافی در رواج داشت و در آنجا لباس احرام بر بکی می‌دوختند در آنجا صنایع و لوازم چوبی هم می‌ساختند که از جمله آنها بشقاب و قاشق‌های چوبی بوده‌است.